# Drage (Nordfriesland)
Drage (niederdeutsch Draag) ist eine Gemeinde an der Eider im Kreis Nordfriesland in Schleswig-Holstein. Wie in den meisten Dörfern in Stapelholm steht auch in Drage eine Bauernglocke, die als Ruf- oder Warnsignal eingesetzt wurde.

## Geografie

### Geografische Lage
Drage liegt in der Eider-Treene-Niederung, einem Teilraum des Großlandschaftsraums Schleswig-Holsteinische Geest, etwa fünf Kilometer östlich von Friedrichstadt. Das Gemeindegebiet wird im südlichen Bereich auf drei Seiten vom Flusslauf der unteren Eider umschlossen. Es ist das jüngste Dorf der Landschaft Stapelholm. Die Flussschleife im südlichen Außenbereich umschließt den Deljerkoog.

### Nachbargemeinden
| Friedrichstadt | Seeth                                       |        |
| Sankt Annen    | Kompassrose, die auf Nachbargemeinden zeigt | Stapel |
| Kleve          | Hennstedt                                   |        |

## Geschichte
Drage gehört seit dem 26. April 1970 zum Kreis Nordfriesland. Verwaltet wird es heute durch das Amt Nordsee-Treene.
Im Jahr 1937 wurde die Schleuse Nordfeld errichtet, die seit Mai 2001 für Radfahrer und Fußgänger freigegeben ist und dadurch Nordfriesland mit Dithmarschen verbindet.
Am 1. Januar 1974 wurde ein Gebiet mit damals etwa 75 Einwohnern von Friedrichstadt abgetrennt.

## Politik

### Gemeindevertretung
Bei der Kommunalwahl am 14. Mai 2023 wurden insgesamt 9 Sitze vergeben. Von diesen erhielt die Kommunale Wählervereinigung Drage 6 Sitze und der SSW 3 Sitze.

### Bürgermeister
Von 2008 bis 2018 war Hans Hermann Paulsen Bürgermeister. Nach seinem Rücktritt im Mai 2018 wurde Maren Fürst einstimmig gewählt.

### Wappen
Blasonierung: „Über blauem Wellenschildfuß, darin unter einem silbernen Wellenfaden zwei gekreuzte Dornenzweige, eine goldene Spitze, darin eine grüne Kopfweide, darüber im grünen Schildhaupt rechts und links je zwei goldene Sumpfdotterblumen.“

## Wirtschaft und Infrastruktur

### Allgemeines
Das Gemeindegebiet ist überwiegend landwirtschaftlich geprägt. Daneben gibt es im Dorf verschiedene Handwerks- und Dienstleistungsbetriebe, einige Ferienwohnungen, einen Gemischtwarenladen und ein Pflegeheim. Das Gemeindegebiet ermöglicht durch den optischen Reiz mit über 40 reetgedeckten Häusern in und außerhalb der Dorflage und, für Stapelholmer Dörfer typisch, einer Bauernglocke eine gute Basis als Tourismusdestination im Erholungsurlaub. Am Eiderufer im Delje Koog befindet sich eine Badestelle mit Liegewiese, mit fast echtem Sandstrand und einem Badesteg mit Rutsche. Die Eider mit seinem Deichvorland auf dem Gemeindegebiet zwischen Eiderbrücke und Schleuse Nordfeld gehört zum NATURA 2000-Gebiet FFH-Gebiet Untereider.

### Verkehr
Die Anbindung des Ortes erfolgt im Motorisierten Individualverkehr über die Bundesstraße 202. Diese durchläuft östlich von Friedrichstadt zunächst das Gemeindegebiet in der nördlichen Feldmark in Richtung des Nachbarortes Seeth. Um ins Dorf zu gelangen, zweigt kurz vor dem Ortseingang der Nachbargemeinde von der B 202 die nordfriesische Kreisstraße 8 in südlicher Richtung ab. Diese führt direkt in den Ortskern von Drage.
Der nächstgelegene Bahnhof befindet sich in Friedrichstadt. Hier halten alle Nahverkehrszüge auf der Marschbahn. Von 1905 bis 1934 besaß Drage einen Haltepunkt an der Schleswiger Kreisbahn zwischen Friedrichstadt und Schleswig.
Der direkte Ortsanschluss im ÖPNV erfolgt jedoch per Linienverkehr durch die Überland-Buslinien 163, 164, 165, 166 oder 197  des Nahverkehrsverbunds Schleswig-Holstein von Husum oder Friedrichstadt, überwiegend mittels Linientaxis. Im Bahnhof Husum halten neben den Nahverkehrszügen auf der Marschbahn ebenfalls einzelne Züge des Intercity-Netzes der Deutschen Bahn.

## Sehenswürdigkeiten
In der Liste der Kulturdenkmale in Drage (Nordfriesland) stehen die in der Denkmalliste des Landes Schleswig-Holstein eingetragenen Kulturdenkmale.

## Wehranlage und Schleuse Nordfeld

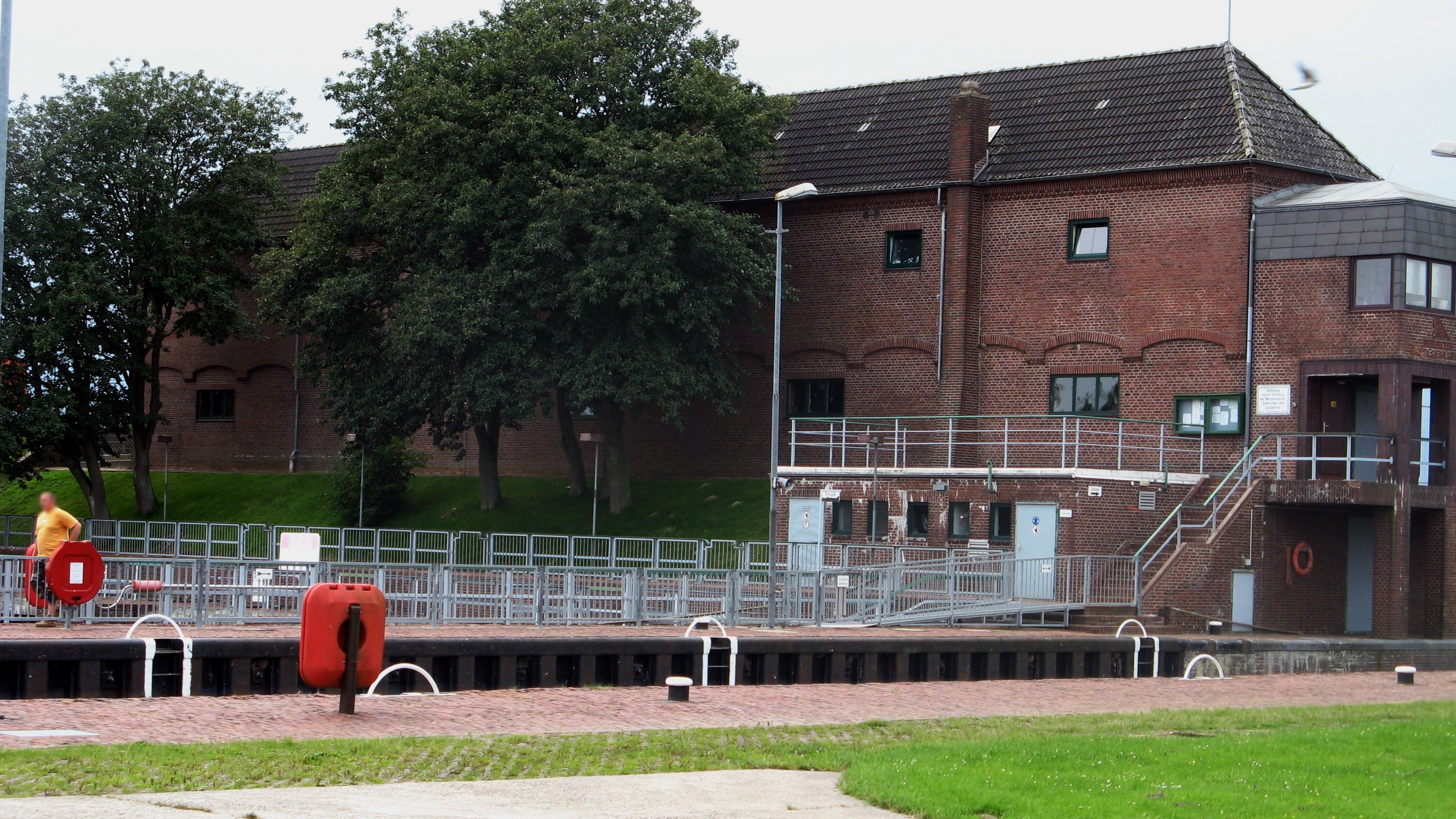
Gebäude der Schleuse Nordfeld

Die zwischen 1934 und 1936 errichtete Anlage in der Eider ist gleichermaßen ein Tidesperrwerk, das die Gezeiten daran hindert, weiter flussaufwärts zu dringen, und ein Wehr, welches durch seine Stauhaltung im abgeschirmten Binnengewässer Eider einen ausreichenden Wasserstand für die Schifffahrt garantiert.
Die Anlage kann seit 2001 von Fußgängern und Radfahrern überquert werden und verbindet so die Kreise Nordfriesland und Dithmarschen.
Wehranlage
Die 43 Meter breite Wehranlage umfasst fünf Strömungsöffnungen. Das Backsteingebäude darüber enthält die Steuerung der Strömungstore. In jeder Öffnung gibt es ein Riegelstemmtor zur Tidenseite und ein Rolltor unter der Gebäudemitte.
Schleuse
Die Kammer der Schleuse Nordfeld ist 75 Meter lang und 9,50 m breit. Für die Schifffahrt sind allerdings nur 65 Meter in der Länge und neun Meter in der Breite freigegeben. Längere oder breitere Schiffe müssen sich vorher beim Wasser- und Schifffahrtsamt Tönning melden und eine Genehmigung einholen. Zur Schleuse gehörten ursprünglich ein Flut-, zwei Sturmflut- und zwei Ebbtore. Seit dem Bau des Eidersperrwerks ist ein Sturmfluttor außer Betrieb gesetzt.
Bedeutung
Das Wehr bildet die Grenze zwischen Binneneider und Tideeider. Gebaut wurde es als Teil der ersten Deichlinie, denn weiter flussabwärts gab es, vor der Errichtung des heutigen Eidersperrwerks, keine Sperranlagen im Fluss. Die Schleuse sollte die Städte flussaufwärts vor den über die Eider kommenden Gezeiten sowie Sturmfluten schützen. Der Bau führte aber auch dazu, dass sich in der Folgezeit stromabwärts das Wasser noch höher staute und der Unterlauf der Eider in Sperrwerksnähe immer weiter verlandete. Heute bietet das Eidersperrwerk an der Flussmündung Schutz gegen Sturmfluten. Jedoch hat sich der Wasserhaushalt in der Eider immer noch nicht stabilisiert.